# تاکهیرو تومیاسو
تاکهیرو تومیاسو (ژاپنی: 冨安健洋؛ زادهٔ ۵ نوامبر ۱۹۹۸) بازیکن فوتبال اهل ژاپن است که در پست مدافع برای تیم ملی فوتبال ژاپن بازی می‌کند.
از باشگاه‌هایی که در آن بازی کرده‌است می‌توان به آویسپا فوکوئوکا، سنت ترویدنس و بولونیا اشاره کرد.
وی همچنین در تیم ملی فوتبال ژاپن بازی کرده‌است و اکنون در آرسنال بازی می‌کند.